# أحمد بن يحيى الكرمي
الشيخ أحمد بن يحيى بن يوسف الكرمي (1591م – 15 مارس 1680م) (1000هـ – 14 صفر 1091هـ) واسمه الكامل أحمد بن يحيى بن يوسف بن أبي بكر بن أحمد بن أبي بكر بن يوسف بن أحمد الكرمي، وكنيته أبو العباس، ولقبه شهاب الدين، هو عالم وفقيه مسلم، وُلِد في مدينة طولكرم بفلسطين، وهو من أبرز علماء الحنابلة، ومن أبرز علماء الإسلام في القرن الحادي عشر للهجرة، وأحد أعلام فلسطين.

## نشأته وطلبه للعلم
الشيخ أحمد بن يحيى بن يوسف بن أبي بكر بن أحمد بن أبي بكر بن يوسف بن أحمد الكرمي، وكنيته أبو العباس، ولقبه شهاب الدين، وُلِد في مدينة طولكرم بفلسطين، عام 1000 هجريًا، الموافق عام 1591 ميلاديًا؛ حيث ولد في حي الفقهاء في البلدة القديمة في مدينة طولكرم، وحي الفقهاء هو أحد أشهر الأحياء الدينية التاريخية في فلسطين والذي ضم نخبة علماء الدين، حيث أخرج الحي مجموعة من علماء الدين، كان منهم الشيخ مرعي الكرمي والشيخ يوسف بن يحيى الكرمي والشيخ مصطفى بن يوسف الكرمي والشيخ علي بن منصور الكرمي والشيخ سعيد بن علي الكرمي والشيخ محمد سعيد الجمل وغيرهم.
نشأ الشيخ أحمد بن يحيى الكرمي في مدينته طولكرم في أسرة عرفت بالعلم، وتلقى في طولكرم العلوم الشرعية والقرآن، ثم رحل إلى القاهرة وذلك في سنة 1026 هجريًا، الموافقة سنة 1617 ميلاديًا، حيث أخذ علومه عن علماء الأزهر، وأصبح لاحقًا من أبرز علماء الأزهر.

## حياته الشخصية
عاش الشيخ أحمد بن يحيى الكرمي في أسرة اشتهرت بالعلم؛ فعمه هو العالم الفقيه مرعي الكرمي، وحفيد عمه مرعي هو الشيخ يوسف بن يحيى الكرمي، وابن أخيه هو الشيخ مصطفى بن يوسف الكرمي.

## شيوخه
أخذ الشيخ أحمد بن يحيى الكرمي علومه على يد عدد كبير من العلماء والشيوخ في شتى الفروع الشرعية والفقهية واللغوية، كان من أبرز هؤلاء الشيوخ: عمه العالم الفقيه مرعي الكرمي، والشيخ منصور بن يونس البهوتي، والشيخ جمال الدين يوسف بن محمد بن أحمد الفتوحي، كما أخذ النحو عن محمد الحموي، والفرائض والحساب عن الشيخ عبد المنعم الشربوني، والحديث عن كل من الشيخ علي الأجهوري والشيخ إبراهيم اللقاني، وغيرهم الكثير.

## علومه
كان الشيخ أحمد بن يحيى الكرمي إمامًا في الفقه واللغة والتفسير.

## وفاته
توفي الشيخ أحمد بن يحيى الكرمي في القاهرة ليلة الجمعة 14 صفر 1091 هجريًا، الموافقة 15 مارس 1680 ميلاديًا، عن عمر ناهز 89 عامًا، ودفن في القاهرة بجوار قبر عمه الفقيه مرعي الكرمي.

## ثناء العلماء عليه
- قال الشيخ محمد بن فضل الله المحبي عن الشيخ أحمد بن يحيى الكرمي: «كان من العلماء العاملين والأولياء الزاهدين، وكان مشتغلًا بالعلوم الدينية، لا يتردد إلى أحد من أرباب الدول، قانعًا باليسير من الرزق، متقيدًا بصلاة الجماعة في الصف الأول في الأوقات الخمسة، قليل الكلام، حسن السيرة، جامعًا لصفات الكمال، ليس فيه شيء يشينه في دينه ولا دنياه».[3][7]
- قال عنه الشيخ كمال الدين الغزي: «هو الشيخ الفاضل العالم النبيل الفقيه شهاب الدين أبو العباس الكرمي».[7]
- قال عنه الشيخ حسن بن عمر الشطي: «هو الشيخ الفاضل العالم النبيل الفقيه».[2]
- حكى عنه ولده الشيخ عبد الله الكرمي: «رأى الحق سبحانه وتعالى في النوم ثلاث مرات».[7]

## وصلات خارجية
- عن أحمد بن يحيى الكرمي، من كتاب بهجة الناظرين وآيات المستدلين لمرعي الكرمي.
- عن أحمد بن يحيى الكرمي.